# 索利馬納火山
15°24′36″S 72°53′35″W / 15.41000°S 72.89306°W

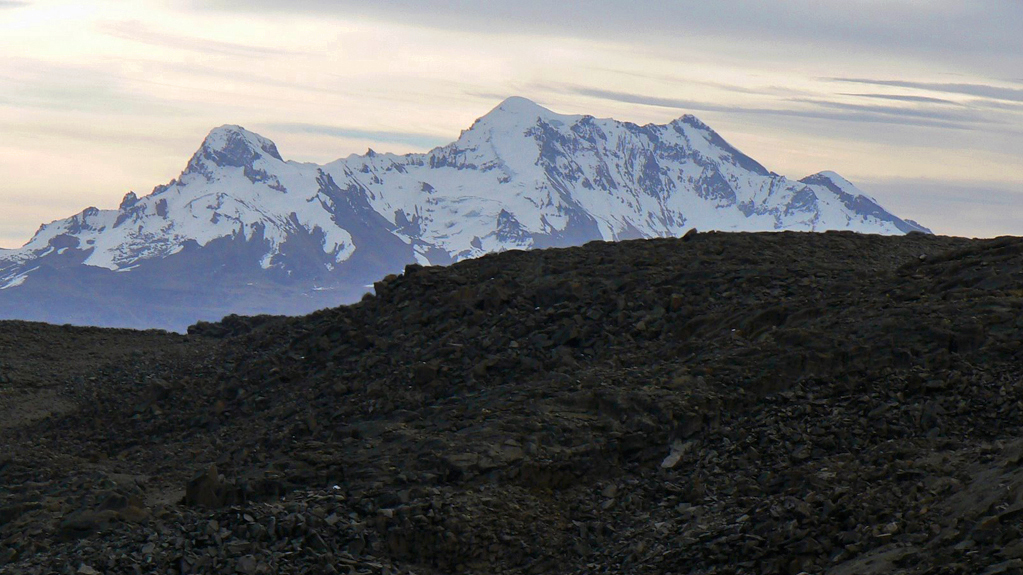

索利馬納火山是秘魯的火山，位於該國西南部，距離科羅普納峰約25公里，屬於安第斯山脈的一部分，由阿雷基帕大區負責管轄，海拔高度6,093米。